# Drogo van Metz

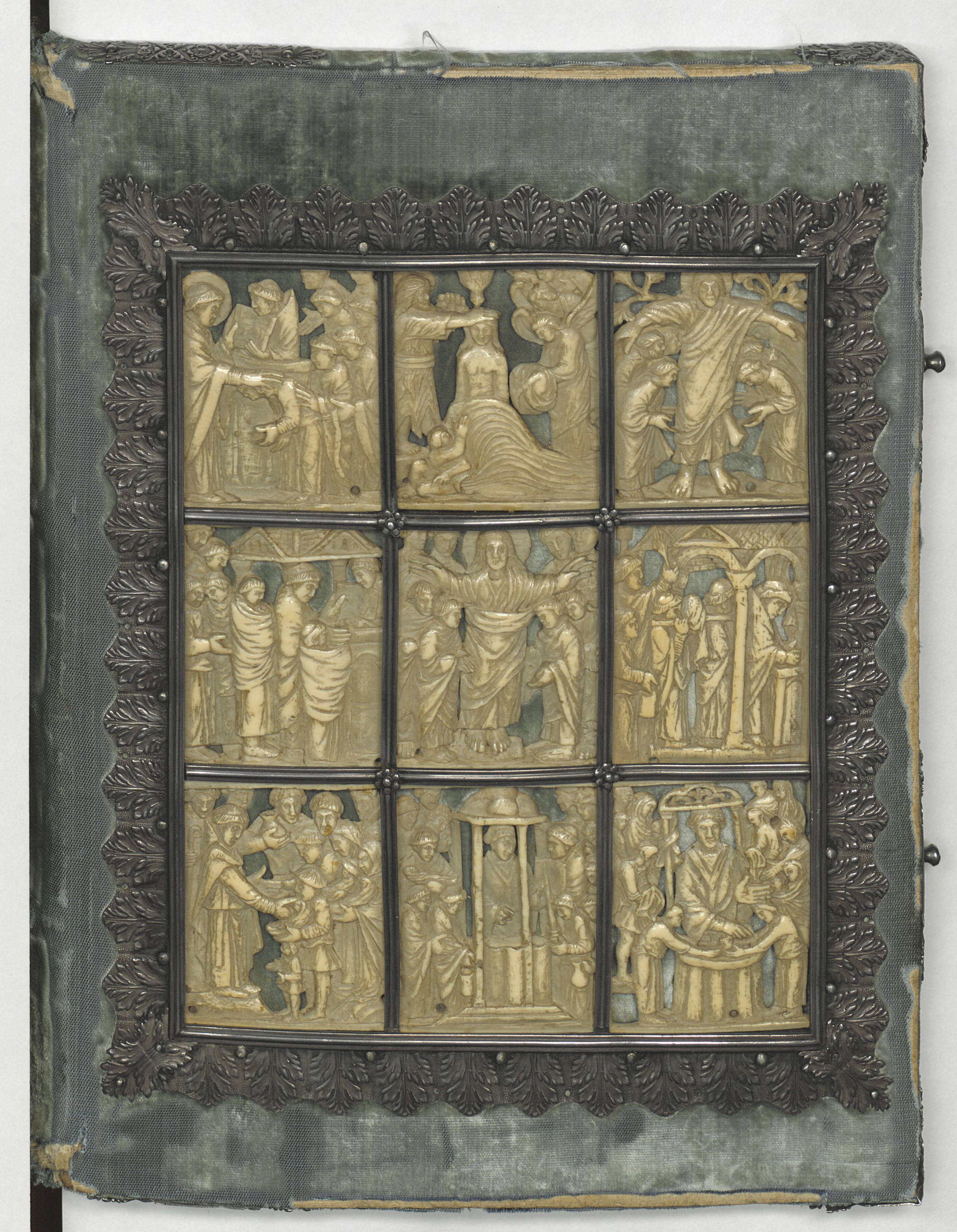
Sacramentarium Drogonis

Drogo van Metz (17 juni 801 - Luxeuil, 8 december 855), ook bekend als Drogon of in het Frans: Dreux was een onwettige zoon van Karel de Grote en een van diens bijvrouwen Regina.
Als een van de weinige kinderen van Karel de Grote die zijn vader overleefde, waren de vooruitzichten van Drogo op politieke macht zeer gunstig. In 818 dwong zijn veel oudere halfbroer Lodewijk de Vrome hem echter om priester te worden. Vanaf 820 was hij abt van de abdij van Luxeuil en omstreeks diezelfde tijd waarschijnlijk ook abt van Sint-Truiden.   
Na zijn verzoening met Lodewijk in 822 of 823 werd Drogo vrijwillig priester, waarna op 28 juni 823 zijn benoeming tot bisschop van Metz volgde. In die functie wijdde hij Ansgarius tot eerste (aarts)bisschop van Hammaburg (Hamburg). Drogo herstelde in 828 de abdij van Marmoutier na een brand. In 834 werd hij aartsbisschop van Metz, welke positie hij voor de rest van zijn leven zou blijven bekleden. Zijn jongere (volle) broer, Hugo, trad ook toe tot de kerkelijke stand. Hij werd abt van de abdijen van Saint-Quentin, Sint-Bertinus en Lobbes.   
Drogo bleef tijdens diens regering loyaal aan zijn halfbroer, Lodewijk de Vrome en vergaarde tijdens diens regering grote macht. Na de dood van Lodewijk de Vrome in 840 begon Drogo's macht te tanen. De dood van zijn broer Hugo in 844 verminderde zijn invloed nog verder.  
Onder zijn bewind werd het naar hem vernoemde Sacramentarium Drogonis (Sacramentarium van Drogo) vervaardigd. Drogo ligt begraven in de abdij van Saint-Arnould van Sint-Arnulf in Metz.
Drogo wordt in diverse oude bronnen vermeld, onder meer enkele malen in de Annales Bertiniani. Bijvoorbeeld in het verslag over het jaar 835 staat: 

Dominicae nativitatis festum hilariter, a Drogone fratre suo et Metensis urbis episcopo decentissime susceptus, in eadem civitate caelebravit.

- Bibliothèque nationale de France: cb179000925 (data)
- Gemeinsame Normdatei: 102571619
- International Standard Name Identifier: 0000 0000 6133 7898
- Library of Congress Control Number: n94101180
- Nationale Bibliotheek van Israël: 987007435514105171
- Système universitaire de documentation: 155858882
- Virtual International Authority File: 23834925
- WorldCat: E39PBJvmMQjcRm9FctvwVG67pP